# Michel Bernast
Michel Bernast, né à Nouméa le 18 octobre 1929, est un homme politique français de Nouvelle-Calédonie puis des Nouvelles-Hébrides.

## Biographie
Néo-Calédonien, il est dans les années 1950 l'un des dirigeants du Syndicat autonome des mines et de l'industrie, ce qui fait de lui l'un des principaux dirigeants syndicaux dans la Nouvelle-Calédonie de cette époque. Il s'engage en politique dans l'Union calédonienne, parti autonomiste qui tente de bâtir une entente entre Kanaks et Caldoches. Il en devient le secrétaire général lors du congrès constitutif du parti en 1956, et occupe cette fonction lorsqu'il est arrêté en mai 1962 et inculpé pour non-dénonciation de la préparation d'un délit. Il est accusé d'avoir su que deux membres du partis projetaient de dynamiter les locaux du journal L'Avenir calédonien. Reconnu coupable, il est condamné à deux ans de prison.
Il émigre par la suite aux Nouvelles-Hébrides, colonie voisine gouvernée conjointement par la France et par le Royaume-Uni, et trouve un emploi chez l'entreprise Shell sur l'île d'Espiritu Santo. En juin 1975, il y fonde à Port-Olry le Tabwemassana, parti politique qui se réclame de la gauche catholique. Son objectif est similaire à celui de l'Union calédonienne : promouvoir l'entente entre les autochtones et les descendants de colons. Il prône la préservation de la propriété autochtone des terres, le respect de la coutume autochtone en matière de gouvernement, un développement économique assez rapide de la colonie, et « une évolution politique progressive, dans le respect de l’être humain et de la moralité chrétienne ». Le parti porte le nom du mont Tabwemasana, la plus haute montagne de l'île. Le parti présente des candidats sans succès aux élections législatives de 1975 et de 1979. Considéré à l'instar de Vincent Boulekone comme l'une des figures modérées des mouvements politiques francophones, Michel Bernast est l'un des signataires de la Constitution des Nouvelles-Hébrides par laquelle la colonie devient en 1980 la république indépendante de Vanuatu. Il meurt à une date inconnue avant 2014.